# Мински окръг
Мински окръг (на полски: Powiat miński) е окръг в Източна Полша, Мазовско войводство. Заема площ от 1163,72 км2. Административен център е град Минск Мазовецки.

## География
Окръгът се намира в историческата област Мазовия. Разположен е в източната част на войводството.

## Население
Населението на окръга възлиза на 148 929 души (2013 г.). Гъстотата е 128 души/км2.

## Административно деление
Административно окръгът е разделен на 13 общини.
Градски общини:
- Минск Мазовецки
- Сулейовек

Градско-селски общини:
- Община Калушин
- Община Халинов

Селски общини:
- Община Велке Дембе
- Община Добре
- Община Лятович
- Община Минск Мазовецки
- Община Мрози
- Община Станиславов
- Община Цеглов
- Община Шенице
- Община Якубов

## Фотогалерия
- Минск Мазовецки
- Калушин
- Сулейовек
- Халинов